# Matsuo Toshio

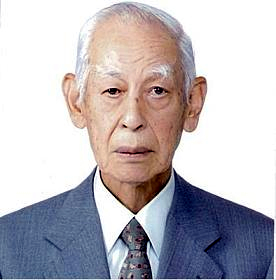
Matsuo Toshio, 2011

Matsuo Toshio (japanisch 松尾 敏男; geboren 9. März 1926 in Nagasaki; gestorben 4. August 2016 in Tōkyō) war ein japanischer Maler im „japanischen Stil“ – Nihonga.

## Leben und Wirken
Matsuo Toshio wurde in Nagasaki geboren, aber seine Familie zog mit ihm 1929 nach Tōkyō. Bereits ab 1933 hatte er bei Katayama Nampū Unterricht im Malen, den er ab 1949 wieder aufnehmen konnte. Auf der 34. Ausstellung der „Inten“ konnte er zum ersten Mal ausstellen, und zwar das Bild „Haniwa“. 1954 schloss sich Matsuo mit Kayama Matazō, Seki Chikara (関 主税; 1919–2000), Hamada Taiji (濱田 台児; 1916–2010) und anderen zur Künstlergemeinschaft „Fudōsha“ (不同社) zusammen. Ab 1962 wurde Matsuo auf der Inten wiederholt mit Preisen ausgezeichnet. 1970 erhielt sein abstrahierendes Bild Waldmeer (樹海, Jūkai) den Taikan-Preis.
1971 wurde Matsuo Mitglied des Nihon Bijutsuin, 1972 erhielt Meeresenge (海峡, Kaikyō) den „Geijutsu senshō shinjin“-Preis (芸術選奨新人賞) des Kultusministers. 1979 erhielt er für das Bild Denken an Sarnath (サルナート想, Sarnath omou) den Preis der Akademie der Wissenschaften. Von 1987 bis 1996 unterrichtete er an der Kunsthochschule Tama, die ihn 1999 als „Meiyo Kyōju“ ehrte. Ab 2009 leitete er das Nihon Bijutsuin. 2000 wurde Matsuo als Person mit besonderen kulturellen Verdiensten geehrt und 2012 mit dem Kulturorden ausgezeichnet.
In Matsuos Naturwiedergaben zeigen sich Verunsicherung und Todesahnung, womit er der Nihonga-Malerei nach dem Pazifikkrieg eine neue Nuance gab. Mit zarter Farbgebung schuf er seine Pflanzen- und Tierbilder und seine Bilder mit Personen. Er verarbeitete dabei auch Stimmungen, die sich auf seinen Auslandsreisen in Asien und Europa gebildet hatten.